# Winfried Schäfer
Winfried „Winnie” Schäfer (Mayen, 1950. január 10. –) német labdarúgó-középpályás, edző.